# Ajuda (Lisbona)
Ajuda è una freguesia del Portogallo e un quartiere della città di Lisbona. Conta 14 306 abitanti (2021) e ricopre un'area di 2,88 km².

## Monumenti e luoghi d'interesse
- Convento da Boa Hora
- Palazzo Nazionale di Ajuda
- Igreja da Memória
- Giardino botanico di Ajuda